# مورين تشايلد
مورين تشايلد (بالإنجليزية: Maureen Child)‏ (28 سبتمبر 1951، كاليفورنيا الجنوبية في الولايات المتحدة)؛ روائية أمريكية.